# Кантаджиро
Кантаджи́ро (итал. Cantagiro) — итальянский летний песенный фестиваль, задуманный импресарио Эцио Радаелли и проводившийся с перерывами начиная с 1961 года.

## Формат конкурса
Фестиваль Кантаджиро организовывался по типу велогонки Джиро д’Италия, когда соревнующиеся поэтапно, день за днем, перемещаются из одного места в другое, где вечером объявляется победитель этапа, а в конце всего соревнования — абсолютный его победитель. Количество этапов было от полутора до двух десятков. В 1965 году маршрут Кантаджиро выходил за пределы Италии — участники побывали в Москве, Франкфурте-на-Майне и Вене. (Аэций Раделли пытался организовать песенное соревнование такого же формата в масштабе всей Европы, но потерпел фиаско.)
Участники Кантаджиро выступали не в обычно предназначенных для такого рода мероприятий залах, порой прямо на улицах, площадях, и других общественных местах. Такое максимальное приближение к публике рассматривалось как заслуга организаторов конкурса.
Уже известные исполнители и новички на песенной сцене соревновались по отдельности, а в 1966, 1967 и 1972 годах отдельно соревновались также музыкальные группы.

## 1962—1974 годы
Средний возраст участников в группе именитых в 1962 году составлял 32 года, но уже за два следующих сезона он понизился и установился на уровне 25—27 лет, и весь фестиваль Кантаджиро приобрел ярко выраженный молодёжный характер.
Среди конкурсантов Кантаджиро многие участвовали в фестивале в Сан-Ремо.
Деление на именитых («i Big») и молодых («i Giovani») было до некоторой степени условным. Так, на самом первом конкурсе двадцатиоднолетний Литтл Тони входил в одну группу со старейшими и бывшими в два раза старше участниками конкурса — Ниллой Пицци, победительницей первого фестиваля итальянской песни в Сан-Ремо (1951), и Лучано Тайоли, а некоторые в группе молодых имели уже не один год опыта выступлений на большой сцене.
Победителем первого фестиваля в группе именитых исполнителей с песней Stai lontana da me («Далеко от меня») стал двадцатичетырехлетний Адриано Челентано, годом ранее прославившийся в Сан-Ремо (во второй раз участвовал в Кантаджиро в 1967 году). Победительницей среди новичков стала девятнадцатилетняя Донателла Моретти с песней L’abbraccio («Объятия»). В следующем году Моретти приняла участие в этом фестивале уже в группе именитых исполнителей.
Успех сопровождал Кантаджиро в течение 1960-х годов, но в начале следующего десятилетия стал сходить на нет. После сезона 1972 года Эцио Радаелли оставил своё детище, и дальнейшая организация фестивалей перешла в другие руки. Два следующих сезона фестиваль организовывался под названием «Шоу Кантаджиро», после чего его проведение было приостановлено.
За это время в конкурсе приняло участие более двухсот артистов, около половины из них именитых. Большинство принимало участи в фестивале не более 2—3 раз. Самыми частыми участниками были Джанни Моранди (победитель 1964 и 1966 годов), Литтл Тони, Эдуардо Вианелло, Николо ди Бари. Со второй половины 1960-х годов в Кантаджиро стали принимать участие и иностранные артисты — Далида, Нино Феррер из Франции, Ширли Бесси из Великобритании и др.

### Победители
| Год        | Группа A                                                                                           | Группа B                                                | Group C                                        |
| 1962       | Адриано Челентано — «Stai lontana da me»                                                           | Донателла Моретти (ит.) — «L’abbraccio»                 |                                                |
| 1963       | Пеппино ди Капри — «Non ti credo»                                                                  | Микеле (ит.) — «Se mi vuoi lasciare»                    |                                                |
| 1964       | Джанни Моранди — «In ginocchio da te»                                                              | Паоло Моска (ит.) — «La voglia dell’estate»             |                                                |
| 1965       | Рита Павоне — «Lui»                                                                                | Мариолино Барберис (ит.) — «Il duca della luna»         |                                                |
| 1966       | Джанни Моранди — «Notte di ferragosto»                                                             | Мариолино Барберис — «Spiaggia d’argento»               | Equipe 84 (ит.) — «Io ho in mente te»          |
| 1967       | Призовые места не распределялись                                                                   | Массимо Раньери — «Pietà per chi ti ama»                | The Motowns (ит.) — «Prendi la chitarra e vai» |
| 1968 (ит.) | 1. Катерина Казелли — «Il volto della vita» 2. Джанни Моранди — Chimera 3. Далида — Un po' d'amore | The Showmen (ит.) — «Un’ora sola ti vorrei»             |                                                |
| 1969       | Массимо Раньери — «Rose rosse»                                                                     | Россано (ит.) — «Ti voglio tanto bene»                  |                                                |
| 1970       | Призовые места не распределялись                                                                   | Паоло Меньоли (it:Paolo Mengoli) — «Mi piaci da morire» |                                                |
| 1971       | Призовые места не распределялись                                                                   |                                                         |                                                |
| 1972       | Призовые места не распределялись                                                                   | FM2 (ит.) — «Chérie chérie»                             | Gens (ит.) — «Per chi»                         |

## После 1974 года
Без особого оптимизма фестиваль Кантаджиро был возобновлен в 1977 году, но так как успехи были по-прежнему скромные, после сезона 1982 года он опять был отменён.
Вторая попытка возродить Кантождиро была предпринята в 1990 году и продолжалась четыре сезона. Результаты оставались несопоставимыми с теми, что были в 1960-е годы.
В третий раз фестиваль Кантоджиро был возобновлён в 2005 году и проводился по 2008 год. Затем он проводился в 2012 и 2014 годах. Последний фестиваль явно продемонстрировал рост качества песенного материала.